# Sankt Ottilien (Fribourg-en-Brisgau)
L'église de pèlerinage St. Ottilien (ou Sainte-Odile) est un sanctuaire dans la forêt montagneuse au sud du Roßkopf sur le territoire de Fribourg-en-Brisgau à 460 mètres d'altitude à une distance de 750 m de St. Wendelin.

## Histoire
C'est l'un des plus anciens lieux de pèlerinage en Allemagne, et est consacrée à sainte Odile. La première chapelle fut construite en cet endroit 679.